# Ochotona muliensis
Il pica di Muli (Ochotona muliensis Pen & Feng, 1962) è un mammifero lagomorfo della famiglia degli Ocotonidi.
La specie è endemica della Cina centro-occidentale, dove colonizza le aree prative montane.
Il pelo di questi animali è grigio-nerastro sul dorso e grigio-biancastro sul ventre: dall'attaccatura del cranio alla coda (ridotta a un mero mozzicone), sui fianchi passa una fila di peli leggermente più lunghi e neri, che in estate si colora di rossiccio. Anche il muso, le orecchie ed i lati della mandibola assumono questa colorazione durante l'estate.
Caso raro fra i pica, questi animali vivono in un ambiente temperato piuttosto che costantemente freddo: se da un lato ciò può costituire un vantaggio, poiché in questi luoghi vi è una maggiore e più costante presenza di cibo (che si ripercuote sul comportamento della specie, ad esempio, nel fatto che questi animali non tendono ad accumulare provviste di cibo per l'inverno), dall'altro rappresenta un enorme rischio, visto che le aree abitate da questi animali sono particolarmente soggette allo sfruttamento da parte dell'uomo, sia per costruirvi nuovi insediamenti che per adibirle a zone di coltura, distruggendo così l'habitat del pica di Muli.